# 須原昭二
須原 昭二（すはら しょうじ、1927年（昭和2年）9月4日 - 1975年（昭和50年）3月4日）は、昭和期の薬剤師、政治家。参議院議員（1期）

## 経歴
愛知県出身。1949年（昭和24年）岐阜薬学専門学校（現岐阜薬科大学）を卒業した。名古屋市の赤松勇主宰日本社会党愛知県本部「市民学校」に入り卒業して社会党に入党した。
1955年（昭和30年）4月、愛知県議会議員選挙に名古屋市中村区選挙区から左派社会党公認で立候補し初当選。3期在任。社会党愛知県議団幹事長、同地方議員団長、同愛知県連書記長、同会長代行、名古屋競輪場管理組合議会議長などを務めた。また、社会党愛知県本部の平和運動の活動を担い「平和運動の須原」と称された。
1967年（昭和42年）1月の第31回衆議院議員総選挙に旧愛知1区から社会党公認で出馬して落選。1971年（昭和46年）6月の第9回参議院議員通常選挙に愛知県地方区から社会党公認で出馬して当選し、参議院議員に1期在任した。この間、参議院社会労働委員、同予算委員、同決算委員、社会党中央委員、同中央統制委員、同社会保障政策副委員長、同愛知県本部顧問、愛知県薬剤師会顧問などを務め、地下街防災問題、新幹線公害問題、家族計画の指導方法の改善と経口避妊薬の承認に関する問題などに取り組んだ。
議員在任中の1975年3月、名古屋市中村区の名古屋第一赤十字病院に胃潰瘍で入院中に急性肺炎を併発して死去した。死没日をもって勲三等瑞宝章追贈、正五位に叙される